# 牙白海兔螺
牙白海兔螺（学名：Calpurnus lacteus），是中腹足目海兔螺科玉兔螺属的一种。主要分布于台湾，常栖息在浅海珊瑚礁、岩石底。